# 乌拉什·蒂梅尔
乌拉什·蒂梅尔（土耳其語：Ulaş Tümer，2002年4月30日—），土耳其男子射箭运动员，2023年世界射箭锦标赛男子团体反曲弓银牌得主、2024年夏季奥林匹克运动会男子团体铜牌得主。